# Bistum Squillace
Koordinaten: 38° 47′ N, 16° 31′ O

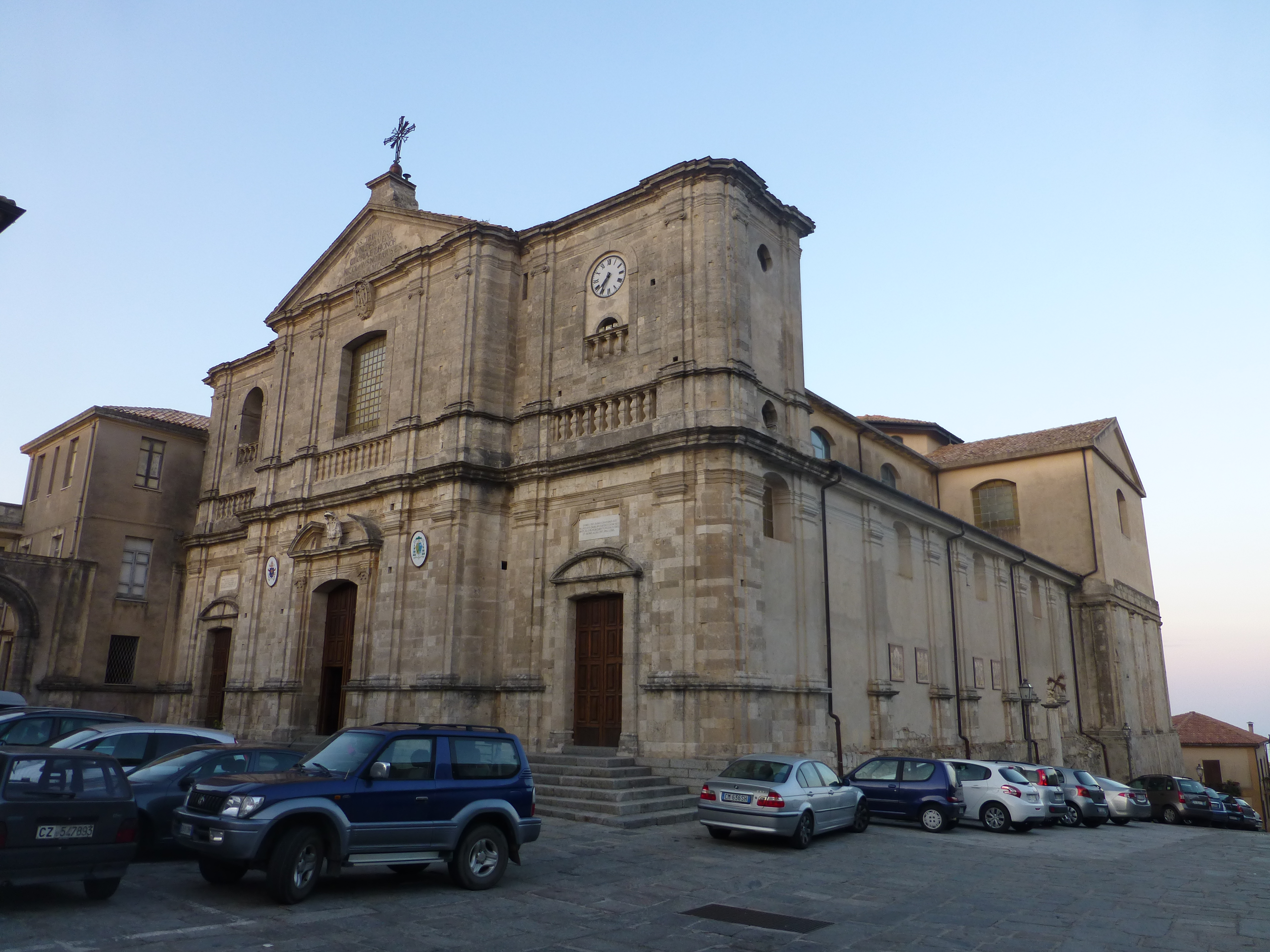
Kon-Kathedrale Santa Maria Assunta in Squillace

Das Bistum Squillace (lat. Squillaci, adj. Scyllacensis, auch Squillacen. bzw. Squillacensis) war eine Diözese der römisch-katholischen Kirche mit Sitz in der Stadt Squillace in der Provinz Catanzaro in der Region Kalabrien (Italien). Das Bistum existierte bereits im 5. Jahrhundert. Es war ein Suffraganbistum des Erzbistums Reggio Calabria. 1121 trennte Papst Calixtus II. gegen den Widerstand des Bischofs von Squillace das Bistum Catanzaro vom ursprünglichen Bistumsgebiet ab. Am 30. September 1986 verfügte Papst Johannes Paul II. die Vereinigung des Bistums Squillace mit dem Erzbistum Catanzaro zum Erzbistum Catanzaro-Squillace. 2001 wurde das Erzbistum Catanzaro-Squillace zum Metropolitanerzbistum erhoben.

## Lage
Squillace liegt ca. 27 km südöstlich von Lamezia Terme in Kalabrien, ca. 5 km von der Küste des Ionischen Meeres entfernt. Zu Squillace gehören auch der direkt an der Küste liegende Ort Squillace Lido und die Siedlung Villagio Gebiola Porto Rhoca. Das Bistum Squillace grenzte im Norden an das Bistum Catanzaro, im Nordwesten an das Bistum Oppido Mamertina, im Südwesten und Süden an das Bistum Gerace und im Osten an das Ionische Meer.

## Geschichte
Das Bistum Squillace gehört zu den ältesten Bistümern in Kalabrien. Nach der Tradition soll der erste Bischof von Reggio Calabria Stephanus von Nicäa den ersten Bischof von Squillace namens Johannes geweiht haben. Nach anderer Erzählung wurde Johannes von Fantino, einem Schüler von Papst Linus, dem Nachfolger des heiligen Petrus geweiht. Der erste historisch gesicherte Bischof ist allerdings erst Gaudentius, der 465 an einer Synode teilnahm, die Papst Hilarius in die Basilika Santa Maria Maggiore nach Rom einberufen hatte. In den Jahren 535 bis 556 eroberten die Byzantiner ganz Italien. Allerdings ging der Großteil Italiens zwischen 568 und 590 an die Langobarden verloren. Süditalien konnten die Byzantiner aber behaupten. Unter Kaiser Leo III., genannt Leon der Isaurier (717 bis 741) wurde das Bistum Squillace an das Patriarchat von Konstantinopel angeschlossen. Es folgten nun griechische Bischöfe, die den griechischen Ritus in den Gottesdiensten im Bistum Squillace einführten. Bischof Demetrius unterzeichnete 870 die Schlussakte des Vierten Konzils von Konstantinopel. In der byzantinischen Zeit errichteten Basilianermönche zahlreiche Klöster, darunter das Kloster San Giovanni Theristis in Bivongi.
Zwischen 1059 und 1071 eroberten die Normannen Kalabrien, darunter 1060 auch Squillace. Das Bistum wurde auch nach der normannischen Eroberung noch einige Jahre vom griechischen Bischof Theodorus geleitet. Noch in seiner Amtszeit (1094) erfolgte die Weihe des Kartäuserkloster l'Eremo di Santa Maria di Turri. Das zweite Kloster der Kartäuser in Kalabrien S. Stefano in Nemore wurde dann allerdings schon unter seinem lateinischen Nachfolger (1101) geweiht. Beide Klöster waren exemt bzw. Territorialabteien, d. h. ihre Gebiete unterstanden nicht der geistlichen Gerichtsbarkeit des Bistums Squillace.
Das Bistum Squillace wurde nach der normannischen Eroberung von Squillace zunächst direkt dem Heiligen Stuhl unterstellt, wie dies die Bullen der Päpste Urban II. von 1096 und Paschalis II. von 1110 zeigen. Das Bistum Squillace bestand nach der Bestätigung von 1096 aus folgenden Ortschaften: Squillace, Taverna, Stilo, Antistilo, Santa Caterina dello Ionio, Badolato, Satriano, Castel di Cuccolo, Castel di Mainardo, Meta di Lomata, Rocca di Catenziaro, Tiriolo, Catenziaro, Salìa, Barbaro, Simmiri und verschiedenen Weilern.
Der erste Bischof des lateinischen Ritus war Joannes de Nicephorus, vorher Dekan der Diözese Mileto in Kalabrien, der 1096 sein Amt antrat. Mit ihm wurde auch der lateinische Ritus in den Gottesdiensten des Bistums eingeführt, der sich allerdings nur langsam durchsetzte. 1121 wurde das Bistum Catanzaro vom Bistum Squillace abgetrennt, gegen den erklärten Willen des Bischofs von Squillace. Das Bistum verlor fast die gesamte(nördliche) Hälfte des Bistumsgebietes. 1165 wurde das Bistum Squillace wie auch das Bistum Catanzaro dem Erzbistum Reggio di Calabria als Suffragandiözesen unterstellt.
Das Bistum hatte im Hochmittelalter Besitz und Eigenleute in Squillace, Stilo und anderen Orten. Besonders zu nennen ist das Lehen S. Maria di Roccella. Dem Bistum stand der Zehnte aus den königlichen und baronalen Einkünften in Squillace, Stilo, Satriano, Soverato und anderen Dörfern zu. Unter Papst Gregor IX. hatte das Bistum mit Güterentfremdungen zu kämpfen. Daraufhin ordnete Friedrich II. die Restitution der entfremdeten Güter an. 1274/80 werden die Einkünfte mit 40 unc beziffert, 1310 waren es 70 unc. und 1325 100 unc.
Das Kathedralkapitel bestand aus 15 Kanonikern, 
Dekan, Kantor, Archidiakon, Schatzmeister und Erzpriester. Kathedralkirche war S. Maria Assunta in Squillace, heute Kon-Kathedrale des Erzbistums Catanzaro-Squillace. 1565 wurde in Squillace ein bischöfliches Priesterseminar eingerichtet.
1808 wurde das Gebiet der Territorialabtei San Stefano del Bosco (mit Spadola, Montauro, Gasperina und Bivongi) in das Bistum Squillace eingegliedert, ebenso die landwirtschaftlichen Gebiete der Kirchen SS. Apostoli in Bivongi, Sant’Anna in Montauro und Santa Barbara in Mammola. Bereits im folgenden Jahr wurden Montauro und Gasperina der Diözese Squillace angegliedert.
Um 1870 hatte das Bistum noch 3000 Einwohner. Bischof Raffaele Antonio Morisciano, der am I. Vatikanischen Konzil teilnahm, berief im Juni 1889 die letzte Diözesansynode der Diözese Squillace ein.
Bereits von 1927 an wurde das Bischofsamt von Squillace an den Erzbischof von Catanzaro in Personalunion vergeben. Zum 30. September 1986 wurde das Bistum Squillace auch formal mit dem Erzbistum Catanzaro vereinigt, und das vereinigte Erzbistum in Erzbistum Catanzaro-Squillace umbenannt. Mit Wirkung vom 30. Januar 2001 erhob Papst Johannes Paul II. das Erzbistum Catanzaro-Squillace zum Metropolitanerzbistum ordnete diesem das Erzbistum Crotone-Santa Severina und das Bistum Lamezia Terme als Suffragandiözesen zu.

## Bischöfe von Squillace
| Bischof/Verwalter                                                                                             | Amtszeit/Nachweis                                                                                     | Sonstige Ämter und Bemerkungen |
| --- | --- | --- |
| Gaudentius/Gaudenzio                                                                                          | 465                                                                                                   | |
| Anonymus | 492                                                                                                   | die beiden Anonymi sind wahrscheinlich zwei verschiedene Personen |
| Anonymus | 495                                                                                                   | |
| Zachaeus/Zaccheo                                                                                              | 551 bis 553                                                                                           | nahm am Zweiten Konzil von Konstantinopel teil |
| Joannes/Giovanni Lissitanus                                                                                   | 592 bis 603                                                                                           | war Bischof von Lissa, Bischof von Ales |
| Augustinus/Agostino                                                                                           | 649                                                                                                   | nahm an der Lateransynode von 649 unter Papst Martin I. teil |
| Paulus/Paolo                                                                                                  | 680/81                                                                                                | nahm am Dritten Konzil von Konstantinopel teil |
| Demetrius/Demetrio                                                                                            | 869 bis 870                                                                                           | |
| Theodor Mesimerius/Teodoro Mismer/Teodoro Mesymerio                                                           | 1091 bis † 1096                                                                                       | |
| Joannes Nicephori/Giovanni II de Niceforo                                                                     | September–Dezember 1096 bis † 11. März 1098                                                           | war Dekan im Kathedralkapitel des Bistums Mileto |
| Petrus/Pietro                                                                                                 | 1. März 1110 bis Anfang 1123                                                                          | feierte 1122 zusammen mit Papst Calixt II. die Weihe der Kathedrale in Catanzaro, wurde 1123 zum Erzbischof von Palermo ernannt |
| Donatus/Donato                                                                                                | 1132                                                                                                  | |
| Drogo | 1140                                                                                                  | |
| Sicalzius/Sicalzio                                                                                            | 1145                                                                                                  | |
| Hugo de Racaneto/Hugo/Ugo                                                                                     | April 1196 bis März 1198                                                                              | war vorher Kanoniker in Novara |
| Aymericus/Haimerich/Aimerio                                                                                   | 20. August 1207 bis 31. August 1211                                                                   | |
| Anonymus (wahrscheinlich der vorige Haimerich)                                                                | 1215                                                                                                  | nahm 1215 am Laterankonzil teil |
| (Petrus) | 1217                                                                                                  | gewählt aber nicht bestätigt, war Abt der Zisterzienserabtei S. Stefano del Bosco |
| R. | September 1217                                                                                        | gewählt, aber wohl nicht bestätigt oder bald verstorben |
| Nicolaus/Nicolò                                                                                               | 22. September 1218 bis 28. Februar 1222                                                               | |
| R. | 24. Juli 1231 bis 9. Dezember 1234                                                                    | 1234 zum Erzbischof von Reggio Calabria ernannt, konnte das Amt aber nicht antreten |
| R. (Rainaldo)                                                                                                 | 9. Dezember 1234 bis 20. September 1235                                                               | apostolischer Administrator, wahrscheinlich der vorgenannte Bischof |
| Sedisvakanz                                                                                                   | 20. März 1239                                                                                         | |
| Benevenutus/Benvenutus/Benvenuto                                                                              | 5. Februar 1240 bis 6. Oktober 1254 (1256 bis 1266?)                                                  | abgesetzt Kanoniker in Reggio di Calabria |
| Thomas/Tommaso                                                                                                | 11. Januar 1255 bis Mai 1263                                                                          | OCist, war vorher Bischof von Martirano, davor Abt im Kloster S. Stefano del Bosco, floh März 1256 bis Mai 1263 ins Exil, 1258 im Kloster Fossanova, war 1262 in Salzburg |
| Anonymus | 4. September 1266                                                                                     | wahrscheinlich der oben genannte Benvenutus |
| Riccardus/Richardus/Ricardo/Riccardo                                                                          | 11. Oktober 1266 bis 16. Februar 1272                                                                 | war vorher Archidiakon von Squillace |
| Sedisvakanz                                                                                                   | 1272 bis 1273                                                                                         | |
| Philippus/Filippo                                                                                             | 22. November 1274 bis 2. Februar 1286                                                                 | |
| Jordanus/Giordano                                                                                             | † 1344                                                                                                | |
| Nicolaus de Teramo/Nicolò II da Teramo/Nicola de Terramo                                                      | 12. Dezember 1345 bis 4. September 1349                                                               | vorher Subdiakon im Bistum Aquino, wurde 1349 zum Bischof von Melfi ernannt |
| Joannes de Rocca/Giovanni III./Giovanni de Rocca                                                              | 4. September 1349 bis † 1369                                                                          | war Kanoniker in Neapel |
| Matthaeus Scaleata/Matteo Scalenta/Matteo Scaleato                                                            | 17. Dezember 1369 bis ?                                                                               | O.Carm., war vorher Bischof von Lavello |
| Antonius/Antonio                                                                                              | 1381                                                                                                  | nur erwähnt |
| Philippus/Filippo II Crispi/Filippo Crispo                                                                    | 1378? bis 9. März 1392                                                                                | OSA, mag. theol., 1392 zum Bischof von Messina ernannt |
| Matteo | 1392 bis † 1392                                                                                       | vermutlich nur Administrator |
| Andreas Sinrao/Andreas Sinraus/Andrea/Andrea Sinrao (Sinravo, Serao)                                          | 26. September 1392 bis 1402                                                                           | 1389 bis 1392 Bischof von Potenza, 1402 zum Bischof von Isernia ernannt, der Vorgänger Philippus ist genannt |
| Robertus de Basilio/Roberto di Basilio/Roberto de Basilio                                                     | 18. August 1402 bis 13. Februar 1413                                                                  | war vorher Kanoniker im Bistum Sessa, 1413 zum Bischof von Belcastro ernannt |
| Leo Colocuri al. Angelus de S. Felice/Leone Colocuri/Leone Calojero/Leone Colochuri (Calochiri)               | 13. Februar 1413 bis † 1417                                                                           | war Archidiakon im Bistum Squillace |
| Franciscus de Acheriis (Arceriis)/Francesco de Arceriis/Francesco degli Arcesi/Franceso Arcieri               | 26. Januar 1418 bis † 1476                                                                            | |
| Franciscus Cajetani/Francesco II Gaetano/Francesco Caetani                                                    | 13. März 1477 bis † 1480                                                                              | |
| Vincentius Galeota oder Galeotti/Vincenzo de Galeotti/Vincenzo Galeotti (Galeota)                             | 30. Januar 1482 bis 22. März 1514                                                                     | resignierte das Amt, war von 1514 bis 1522 Bischof von Capaccio |
| Antonius Pisanello/Antonio Pisanello                                                                          | 1517 bis ?1520                                                                                        | |
| Simeon de Galeotis/Simeone de Galeotti/Simeon Galeotti/Simone de Galeotti                                     | 1. Dezember 1520 bis † 1539 in Rom                                                                    | |
| Henricus Borgia/Enrico Borgia Valentino/Enrique de Borja y Aragón                                             | 17. Dezember 1539 bis † 16. September 1540                                                            | 1539 zum Kardinal ernannt |
| Enecus de Villalobos/Henricus Villalobos de Xerès/Enrico II de Villalbos de Xeres/Enrique de Villalobos Xeres | 5. November 1540 bis † 1549                                                                           | war 1538 bis 1540 Bischof von Lucera |
| Alfonsus de Villalobos/Alfonso de Villalbos/Alfonso de Villalobos Xeres                                       | 12. Juli 1549 bis 1568                                                                                | war vorher Diakon im Bistum Sevilla, 1549 bis 1554 Ko-Adjutorbischof im Bistum Squillace, resignierte das Amt |
| Guilelmus Sirletus/Guglielmo Sirleto                                                                          | 27. Februar 1568 bis 29. Mai 1573                                                                     | 1566 bis 1568 Bischof von San Marco, trat vom Bischofsamt zurück, am 12. März 1565 zum Kardinal ernannt, 1570 Präfekt der Kongregation für den Index librorum prohibitorum |
| Marcellus Sirletus/Marcellus Sirleto/Marcello Sirleto                                                         | 29. Mai 1573 bis † 1594                                                                               | |
| Thomas Sirletus/Thomas Sirleto/Tommaso Sirleto                                                                | 5. September 1594 bis † 1601                                                                          | |
| Paulus Isaresi de Mirandula/Paulus Isaresi/Paolo II Isaresi/Paolo Isaresi della Mirandola                     | 13. August 1601 (Ernennung)/9. September 1601 (Ordination) bis † 1603                                 | OP |
| Fabritius Sirletus (Sirleto)/Fabrizio Sirleto                                                                 | 7. April 1603 (Ernennung)/20. April 1603 (Ordination) bis † 1. April 1635                             | |
| Ludovicus Zephyrus (Safiro)/Ludovicus Safiro/Lodovico Safiro/Lodovico Saffiro                                 | 17. September 1635 (Ernennung)/21. September 1635 (Ordination) bis † November 1635                    | |
| Iosephus a Cornea (della Corgna)/Josephus della Cornia/Giuseppe della Cornia/Giuseppe della Corgna (Cornea)   | 22. September 1636 bis 20. März 1656                                                                  | OP, war von 1626 bis 1636 Bischof von Caserta, wurde 1856 zum Bischof von Orvieto ernannt |
| Rodulphus Dulcinus (Dolcini)/Rudolfus Dolcini/Rodolfo Dolcini/Rodolfo Dulcino                                 | 12. März 1657 bis † 1664                                                                              | |
| Franciscus Tirotta/Francesco III Tirotta                                                                      | 13. April 1665 (Ernennung)/3. Mai 1665 (Ordination) bis † 27. Januar 1676                             | |
| Franciscus Filocamus/Paolo III Filocamo                                                                       | 27. April 1676 (Ernennung)/10. Juni 1676 (Ordination) bis † 14. September 1687                        | |
| Alfonsus Alvisi/Alfonso II Alvisi/Alfonso de Aloysio                                                          | 31. Mai 1688 (Ernennung)/13. Juni 1678 (Ordination) bis † Mai 1694                                    | |
| Januarius Crespino/Gennaro Crispino                                                                           | 19. Juli 1694 bis † September 1697                                                                    | war von 1692 bis 1694 Bischof von Minori |
| Fortunatus Durente/Fortunato Durante                                                                          | 20. November 1697 (Ernennung)/24. November 1697 (Ordination) bis † 23. November 1714/11. Februar 1718 | |
| Sedisvakanz                                                                                                   | 1714 bis 1718                                                                                         | |
| Marcus Antonius d'Ataffi/Marc' Antonio Ataffi/Marco Antonio Attaffi                                           | 11. Februar 1718 bis † 17. August 1733                                                                | war von 1705 bis 1718 Bischof von Sarno |
| Nicolaus Micheli/Nicolò II Micheli/Nicola Michele Abati (Abbate)                                              | 28. September 1733 bis † 6. Mai 1748                                                                  | war von 1724 bis 1733 Bischof von Carinola |
| Franciscus Xaverius Queralti/Francesco Saverio Queralti/Francesco Saverio Maria Queralt y Aragona             | 6. Mai 1748 (Ernennung)/12. Mai 1748 (Ordination) bis † 11. November 1762                             | |
| Didacus Genovesi/Diego Genovesi                                                                               | 21. März 1763 (Ernennung)/27. März 1763 (Ordination) bis † 26. Mai 1778                               | |
| Nicolaus Notari/Nicolò III de Notari/Nicolas Notariis/Nicola G. B. Notaris                                    | 20. Juli 1778 bis † 8. Juli 1802                                                                      | 1777 bis 1778 Bischof von Umbriatico |
| Sedisvakanz                                                                                                   | 1802 bis 1818                                                                                         | |
| Nicolaus Antonius Montiglia/Nicola Antonio Montiglia                                                          | 25. Mai 1818 (Bestätigung)/31. Mai 1818 (Ordination) bis 27. September 1824                           | wurde zum Bischof von Nicotera und Tropea ernannt |
| Andreas Rispoli/Andrea Rispoli/Andrea Maria Rispoli                                                           | 13. März 1826 (Bestätigung)/27. März 1826 (Ordination) bis † 18. September 1839                       | CSsR |
| Sedisvakanz                                                                                                   | 1839 bis 1842                                                                                         | |
| Conceptius Pasquini/Concezio Pasquini/Concezio (Giuseppe Franceso Paolo) Pasquini                             | 22. Juli 1842 (Ernennung)/24. Juli 1842 (Ordination) bis 21. Dezember 1857                            | OFM, 1857 zum Bischof von Ariano ernannt |
| Rafael Morisciano/Raffaele Morisciano/Raffaele Antonio Morisciano                                             | 27. September 1858 bis † 1. September 1909                                                            | war von 1855 bis 1858 Bischof von Gravina |
| Eugenio Tosi                                                                                                  | 5. April 1911 (Ernennung)/16. April 1911 (Ordination) bis 22. März 1917                               | O.SS.C.A, zum Bischof von Andria ernannt, 1922 zum Kardinal ernannt |
| Giorgio Giovanni Elli                                                                                         | 23. Februar 1918 (Ernennung)/6. Mai 1918 (Ordination) bis † 10. Februar 1920                          | |
| Antonio Melomo                                                                                                | 17. März 1922 (Ernennung)/21. Mai 1922 (Ordination) bis 7. Februar 1927                               | 1927 zum Bischof von Monopoli ernannt |
| Giovanni Fiorentini                                                                                           | 23. Dezember 1927 bis 16. Juni 1950                                                                   | 1909 bis 1919 Bischof von Tricarico, wurde 1927 auch zum Erzbischof von Catanzaro ernannt, resignierte das Amt |
| Armando Fares                                                                                                 | 16. Juni 1950 bis 31. Juli 1980                                                                       | gleichzeitig auch Ko-Adjutorerzbischof von Catanzaro, 1956 zum Erzbischof von Catanzaro ernannt, trat in den Ruhestand |
| Antonio Cantisani                                                                                             | 31. Juli 1980 bis 30. September 1986                                                                  | gleichzeitig auch zum Erzbischof von Catanzaro-Squillace ernannt, mit der Vereinigung der Bistümer Catanzaro und Squillace am 30. September 1986 wurde er zum Erzbischof dieses neuen Erzbistums Catanzaro-Squillace ernannt, er war von 1971 bis 1979 Erzbischof von Rossano, danach von 1979 bis 1980 Erzbischof von Rossano-Cariati |